# Közép-szibériai-fennsík
A Közép-szibériai-fennsík (oroszul Среднесибирское плоскогорье [Szrednyeszibirszkoje ploszkogorje]) tájegység Oroszország ázsiai részén. Közép-Szibéria területének körülbelül kétharmadát foglalja el.
Közigazgatásilag a Krasznojarszki határterülethez, Jakutföldhöz és délen az Irkutszki területhez  tartozik.

## Elhelyezkedése
Szibéria egészét tekintve a Közép-szibériai-fennsík átmenetnek, szinte középső lépcsőfoknak tűnik egyfelől a nyugati síkvidék, másfelől Szibéria déli hegyvidékei és északkeleti hegyvidékei között. Nyugaton a Jenyiszej völgye választja el a lapos, mocsaras Nyugat-szibériai-alföldtől; keleten a Közép-jakut-alföld (Közép-jakut-medence), illetve délkeleten a Léna és az Aldan völgye választja el Kelet-Szibéria magas hegyláncaitól. Északon az Észak-szibériai-alföldből sok helyen meredeken emelkedik ki, délen a Bajkál-hegység előtt és a Keleti-Szaján előtt húzódó peremsűllyedékek képezik a határt.

## Jellemzői
A fennsík maga is több, mély völgyekkel szabdalt fennsíkból, hátságból és azokat elválasztó széles medencékből áll. Átlagos magassága 500–700 m. A nyugati sáv a magasabb, ám a legmagasabb tetők is csak néhol haladják meg az 1000 m tengerszint feletti magasságot. A legmagasabb pont a Putorana-fennsíkon található (Kameny, 1701 m). A központi területek fennsíkjai kevésbé magasra emelkednek, a keleti sáv pedig már fokozatosan alacsonyra ereszkedő, 200–500 m-es letarolt dombság.
A lapos hegytetőket nyugaton gyakrabban, a középső tájakon ritkábban bazalt trapp fedi, ez a régió egyik földtani jellegzetessége.

### Kialakulása
A fennsík főként idős üledékekből épül fel. Legnagyobb része ősi kemény tömb, az előidőben keletkezett ősmasszívum, melynek alapja északon az Anabar-pajzsban (és a tárgyalt régiótól délkeletre, az Aldan-pajzsban is) a felszínre bukkan. Nyomokban néhol nyugaton is látható, de egyébként több ezer méter mélységben húzódik.
Az óidőben a területet többször tenger öntötte el, lerakódott üledékeiből vastag (kambrium, szilur) mészkő- és dolomit rétegek képződtek; a tenger visszahúzódásai után a karbon–perm időszakban kiterjedt széntelepek alakultak ki (Tunguz-szénmedence). A perm és a triász időszakban hatalmas erejű vulkáni tevékenység lépett fel, a feltörő óriási mennyiségű magma benyomult az óidei üledékes kőzetekbe, a felszínt pedig vastag lávatakaróval fedte be. A felszínen így kialakult bazalt trapp részei ma a Közép-szibériai-fennsík északi tájain, – legépebben a Putorana-fennsíkon –, kisebb mértékben a nyugati szélein maradtak meg és védték meg azokat a lepusztulástól.
A középidőben újabb szénképződés következett be. A középidő végét jellemző, majd később, még a jégkorban is folytatódó emelkedés Közép-Szibéria különböző részeit eltérő mértékben érintette. Az emelkedés során a korábbi helyett új völgyhálózat jött létre, a folyók mélyen bevágódtak, és teraszok sokasága alakult ki. Egy-egy folyóvölgyben akár tíz magas terasz is megmaradt, a legmagasabbak az Angara és az Alsó-Tunguszka völgyében. A legmélyebben bevágódott folyóvölgyek (max. 1000 m) a Putoranán találhatók. Az eljegesedés a fennsík mai területének északi részeit érintette és formálta át, a legutóbbi jégkorszakban pedig inkább csak a Putoranára korlátozódott.

### Folyók
A fennsík a Jeges-tenger két peremtengere: a Laptyev- és a Kara-tenger vízgyűjtő területéhez tartozik. Itt húzódik a két hatalmas folyam: a Jenyiszej és a Léna vízválasztója. A legnagyobb folyók közül az Angara, a Köves-Tunguszka és az Alsó-Tunguszka a Jenyiszejbe szállítják vizüket; északon a Kotuj a Laptyev-tengerbe ömlő Hatanga egyik forrásága; csak a felső szakasza folyik a fennsíkon az Olenyoknak, mely szintén a Laptyev-tengerbe, és a Viljujnak, mely a Lénába torkollik.

### Éghajlat, növényzet
Éghajlata szélsőségesen kontinentális; zord, hideg a tél, és meleg a nyár. A kontinentalitás nyugatról kelet felé távolodva egyre nő: mind zordabb a tél, nagyobb a hőingás, kevesebb a csapadék. Az éghajlati tényezők a földrajzi szélességtől és a tengerszint feletti magasságtól függően nagyon különbözők.
Legalacsonyabb a januári középhőmérséklet (-41–43 °C) a fennsík északkeleti részén; itt a völgyekben a hőmérséklet a -65 °C-ot is eléri. Nyugaton a januári középhőmérséklet -26–30 °C. A júliusi középhőmérséklet a fennsík nagy részén 14-16 °C, a magasabban fekvő területeken ennél jóval kevesebb; a déli tájakon 18-19 °C-ra emelkedik.
Az éves csapadékmennyiség túlnyomó része július–augusztusban érkezik, kétszer-háromszor annyi, mint a hideg hónapokban összesen. A kevés téli  csapadék eredményeként a hótakaró viszonylag vékony: 50–70 cm; ez az érték délnyugaton magasabb, északkelet és kelet felé csökken. A fennsík Jenyiszej menti nyugati sávja kapja a legtöbb csapadékot (600 mm-nél többet), a Putorana és a Sziverma magasan fekvő platóin azonban 1000 mm-nél is több csapadék van. Keleten, a Léna medencéjében 400 mm-nél kevesebb.
Többé vagy kevésbé szinte az egész területre kiterjed a permafroszt; északon, például a Sziverma-felföldön a folytonos permafroszt a jellemző. A Viljuj felső folyásánál észlelték a Föld legmélyebb permafroszt sávját, vastagsága közel másfél kilométer volt.
A fennsík nagy részét a tajga uralja, túlnyomórészt a télen tűit lehullató vörösfenyőből álló ritka-tajga. Az északi hidegebb és a keleti szárazabb területeken a mostoha körülményeket jobban tűrő dauriai vörösfenyő a fő erdőalkotó, mely a magasabb térszíneken csak alacsonyra nő vagy bokorrá satnyul; másutt a szibériai vörösfenyő az uralkodó. A legmagasabb lejtőkön és a lapos tetőkön, ahová a tajga már nem hatol föl, a hegyi tundra a jellemző. Dél felé a tajga sűrűbb, összetétele változatosabb, a vörösfenyő a sötét-tajga örökzöld fajaival: luc-, erdei-, szibériai cirbolyafenyővel keverten jelentkezik. Délnyugaton a sötét-tajga és a világos-tajga egyaránt jelen van.

### Ásványi kincsek
Legfontosabb ásványi kincsei: gyémánt, arany, Norilszk körzetében nikkel és rézérc, az Ilim völgyében vasérc. Itt húzódik a Föld legnagyobb kiterjedésű szénmedencéje (Tunguz-szénmedence). Délen nagy mennyiségben kősó- és gipszkészletek találhatók.

## Nagyobb tájai
- Anabar-fennsík (Анабарское плато)
- Angara-felföld (Приангарское плато)
- Angara-hegyvonulat (Ангарский кряж)
- Jenyiszej-hegyvonulat (Енисейский кряж)
- Léna–Angara-fennsík (Лено-Ангарское плато)
- Léna-felföld (Приленское плато)
- Putorana-fennsík (плато Путорана)
- Sziverma-felföld (плато Сыверма)
- Tunguz-felföld (Тунгусское плато)
- Viljuj-felföld (Вилюйское плато)